# Sedef Adası
L'Île de Sedef, (en turc Sedef Adası, littéralement « Île de la nacre », en grec Τερέβυνθος Terebinthos, et dans les temps anciens aussi Androvitha ou Andircuithos) est l'une des plus petites îles de l'archipel des Îles des Princes, l'un des 39 districts d'Istanbul. 108 logements privés y sont présents. 
La section qui est ouverte au grand public est constitué en grande partie d'un hameau plage.
L'île est principalement la propriété privée et le courant de forêts de pins ont été plantés en grande partie par son propriétaire Sehsuvar Menemencioglu, qui a acheté l'île en 1956 et a également joué un rôle important dans l'imposition de codes de construction strictes pour s'assurer que la nature de l'île et l'environnement seront protégés. Il est interdit de construire des maisons avec plus de 2 étages.
Nom grec de l'île, Terebinthos, signifie « térébenthine », ce qui suggère une présence significative de l'arbre ou de la térébenthine Térébinthe des époques antérieures.

En 857 apr. J.-C. le patriarche Ignace de Constantinople a été envoyé en exil sur l'île, où il fut emprisonné pendant 10 ans avant d'être élu patriarche en 867 apr. J.-C.